# The Real Donovan
The Real Donovan è la prima raccolta del cantautore scozzese Donovan.
Questa raccolta fu pubblicata solo negli Stati Uniti nel settembre del 1966, entrò nella Chart Billboard piazzandosi al #96 per sette settimane.

## Tracce
Brani composti da Donovan, eccetto dove indicato.
Lato A
1. Turquoise – 3:19 – Tratto dal singolo (7N.15984) pubblicato in UK il 30 ottobre 1965
2. Oh Deed I Do – 2:05 (Bert Jansch) – Tratto dall'album: Fairytale (1965)
3. Catch the Wind – 2:53 – Tratto dall'album: What's Bin Did and What's Bin Hid (1965)
4. Remember the Alamo – 3:04 (Jane Bowers) – Tratto dall'album: What's Bin Did and What's Bin Hid (1965)
5. The Ballad of the Crystal Man – 3:15 – Tratto dall'album EP: The Universal Soldier (1965)
6. Colours – 2:44 – Tratto dall'album: Fairytale (1965)

Durata totale: 17:20
Lato B
1. Hey Gyp – 3:12 – Tratto dal singolo (7N.15984) pubblicato in UK il 30 ottobre 1965
2. Belated Forgiveness Plea – 2:53 – Tratto dall'album: Fairytale (1965)
3. Ramblin' Boy – 2:35 – Tratto dall'album: What's Bin Did and What's Bin Hid (1965)
4. The War Drags On – 3:43 (Mick Softly) – Tratto dall'album EP: The Universal Soldier (1965)
5. Josie – 3:26 – Tratto dall'album: What's Bin Did and What's Bin Hid (1965)
6. To Try for the Sun – 3:37 – Tratto dall'album: Fairytale (1965)

Durata totale: 19:26
- Brani: Turquoise e Hey Gyp registrati nell'ottobre del 1965 al Peer Music di Londra.
- Brani: The Ballad of the Crystal Man e The War Drags On, registrati nel giugno 1965 al Peer Music di Londra.

## Musicisti
Turquoise e Hey Gyp
- Donovan - voce, chitarra acustica, scacciapensieri

Oh Deed I Do, Colours, Belated Forgiveness Plea e To Try for the Sun
- Donovan - voce, chitarra a 6 corde, armonica

Catch the Wind, Remember the Alamo, Ramblin' Boy e Josie
- Donovan - voce, chitarra
- Brian Locking - basso
- Skip Allan - batteria

The Ballad of the Crystal Man e The War Drags On
- Donovan - voce, chitarra acustica, scacciapensieri